# La Loma
La Loma és una comarca de la província de Jaén, situada en el centre geogràfic de la província. La seva capital històrica és Úbeda, compta amb terres de gran fertilitat, pel que l'activitat econòmica principal de la comarca és la derivada de l'agricultura i, en concret, del cultiu d'olivera encara que el turisme cultural, és important a Úbeda i Baeza, les dues ciutats renaixentistes, catalogades com a Patrimoni Cultural de la Humanitat per la UNESCO. La comarca de la Loma té una població de 76.961 habitants (INE, 2006) té una superfície de 1.037,4 km², i una densitat de població de 74,2 hab/km².

## Geografia
La Loma també és comarca natural a manera d'altiplà interfluvial, en estar perfectament delimitada per les valls de dues grans rius: al nord el Guadalimar i al sud el Guadalquivir. Al seu torn podem distingir La Loma Oriental, (Baeza i el seu entorn de pobles) i La Loma Occidental, (Úbeda i el seu entorn). Limita, al sud, amb la comarca de Sierra Mágina, a l'est, amb la comarca de Las Villas i de Sierra de Cazorla, al nord, amb El Condado, i a l'oest amb la comarca de Sierra Morena i la Comarca Metropolitana de Jaén. Tradicionalment i pels vincles culturals i de dependència, s'ha considerat que forma juntament amb la comarca de Las Villas la comarca de La Loma i las Villas. No obstant això a partir del 27 de març de 2003 d'acord amb el catàleg elaborat per la Conselleria de Turisme i Esport de la Junta d'Andalusia, es modifiquen les comarques de Jaén quedant així La Loma i Las Villas com a comarques indepedents. El gruix del territori, és rica campinya olivarera que alterna amb petites àrees dedicades a cultius herbacis i amb les vegues dels rius Guadalquivir i Guadalimar, en les quals destaquen molt especialment els cultius industrials de regadiu.